# Tistronskäret, Kimitoön
För andra betydelser, se Tistronskäret.
Tistronskäret är en ö i Finland. Den ligger i Skärgårdshavet och i kommunen Kimitoön i landskapet Egentliga Finland, i den sydvästra delen av landet. Ön ligger omkring 66 kilometer söder om Åbo och omkring 140 kilometer väster om Helsingfors.
Öns area är 8,4 hektar och dess största längd är 0,6 kilometer i sydöst-nordvästlig riktning. Ön höjer sig omkring 15 meter över havsytan.
Tistronskäret ligger öster om Rosalalandet. Sundet till det intilliggande Dömmaskäret är grunt och delvis igenväxt.
Inlandsklimat råder i trakten. Årsmedeltemperaturen i trakten är 6 °C. Den varmaste månaden är augusti, då medeltemperaturen är 17 °C, och den kallaste är januari, med −4 °C.